# Turquía en los Juegos Paralímpicos de Río de Janeiro 2016
Turquía estuvo representada en los Juegos Paralímpicos de Río de Janeiro 2016 por un total de 79 deportistas, 46 hombres y 33 mujeres.

## Medallistas
El equipo paralímpico turco obtuvo las siguientes medallas:
| Nombre                                                                           | Deporte                   | Evento                            |
| -------------------------------------------------------------------------------- | ------------------------- | --------------------------------- |
| Oro                                                                              |                           |                                   |
| Sümeyye Özcan Gülşah Düzgün Sevda Altınoluk Buket Atalay Neşe Mercan Seda Yıldız | Golbol                    | Torneo femenino                   |
| Nazmiye Muratlı                                                                  | Levantamiento de potencia | –41 kg femenino                   |
| Abdullah Öztürk                                                                  | Tenis de mesa             | Individual 4 masculino            |
| Plata                                                                            |                           |                                   |
| Kübra Korkut                                                                     | Tenis de mesa             | Individual 7 femenino             |
| Bronce                                                                           |                           |                                   |
| Semih Deniz                                                                      | Atletismo                 | 1500 m T11 masculino              |
| Abdullah Öztürk Ali Öztürk Nesim Turan                                           | Tenis de mesa             | Equipo 4-5 masculino              |
| Ayşegül Pehlivanlar                                                              | Tiro                      | Pistola de aire 10 m SH1 femenino |
| Ecem Taşın                                                                       | Yudo                      | –48 kg femenino                   |
| Mesme Taşbağ                                                                     | Yudo                      | +70 kg femenino                   |